# Rush Through Time
Albums de Rush
A Farewell to Kings
(1977) Hemispheres
(1978)
Rush Through Time est la deuxième compilation du groupe rock canadien Rush, sortie en 1979 en Allemagne sur le label Mercury. Cet album est une collection de titres extraits des albums Fly by Night, Caress of Steel, 2112 et A Farewell to Kings. Selon le batteur Neil Peart, cette compilation fut réalisée par la branche allemande du label Polygram Records sans la participation des musiciens du groupe. 

## Liste des titres
| A1.   | Fly by Night | 3:20 |
| A2.   | Making Memories | 2:56 |
| A3.   | Bastille Day | 4:35 |
| A4.   | Something For Nothing | 3:56 |
| A5.   | Cinderella Man | 4:16 |
| A6.   | Anthem (Chanson absente de la sortie en Allemagne chez Mercury en 1980.) | 4:22 |
| B1.   | Overture | 3:45 |
| B2.   | Temples Of Syrinx (Ce découpage en deux pièces correspond aux sorties chez Discos Philips en Colombie (1982) et Mercury en Allemagne (1982) contiennent ces deux morceaux sur deux pistes distinctes. La version de Mercury sortie aux Pays-Bas la même année contenait toujours ces morceaux sur une seule piste, de même que les éditions précédentes.) | 2:13 |
| B3.   | The Twilight Zone | 3:11 |
| B4.   | Best I Can | 3:24 |
| B5.   | Closer To The Heart | 2:52 |
| B6.   | In The End | 6:51 |
| 45:41 | |      |